# Wolf-Rüdiger Eisentraut

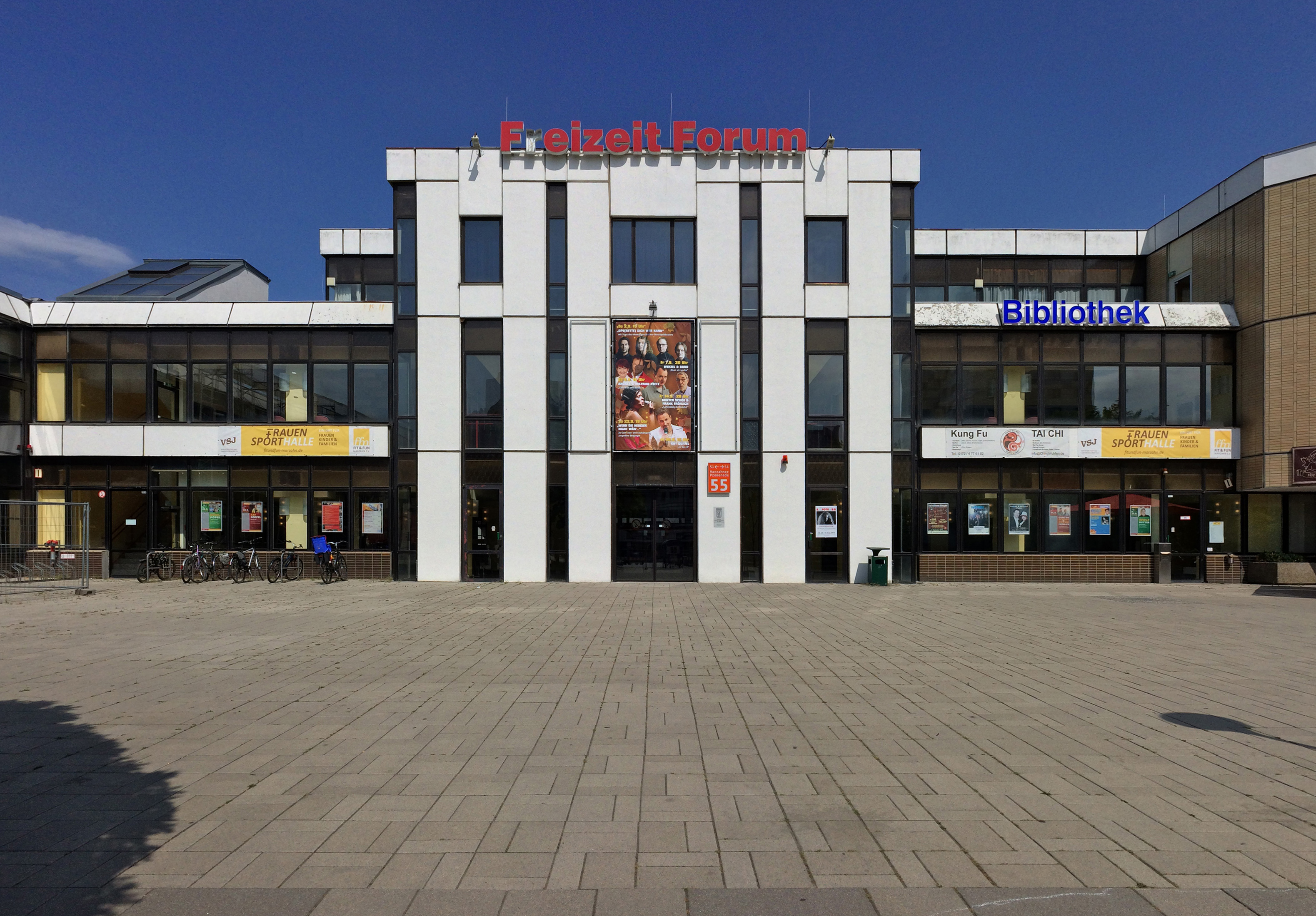
Freizeitforum-Marzahn

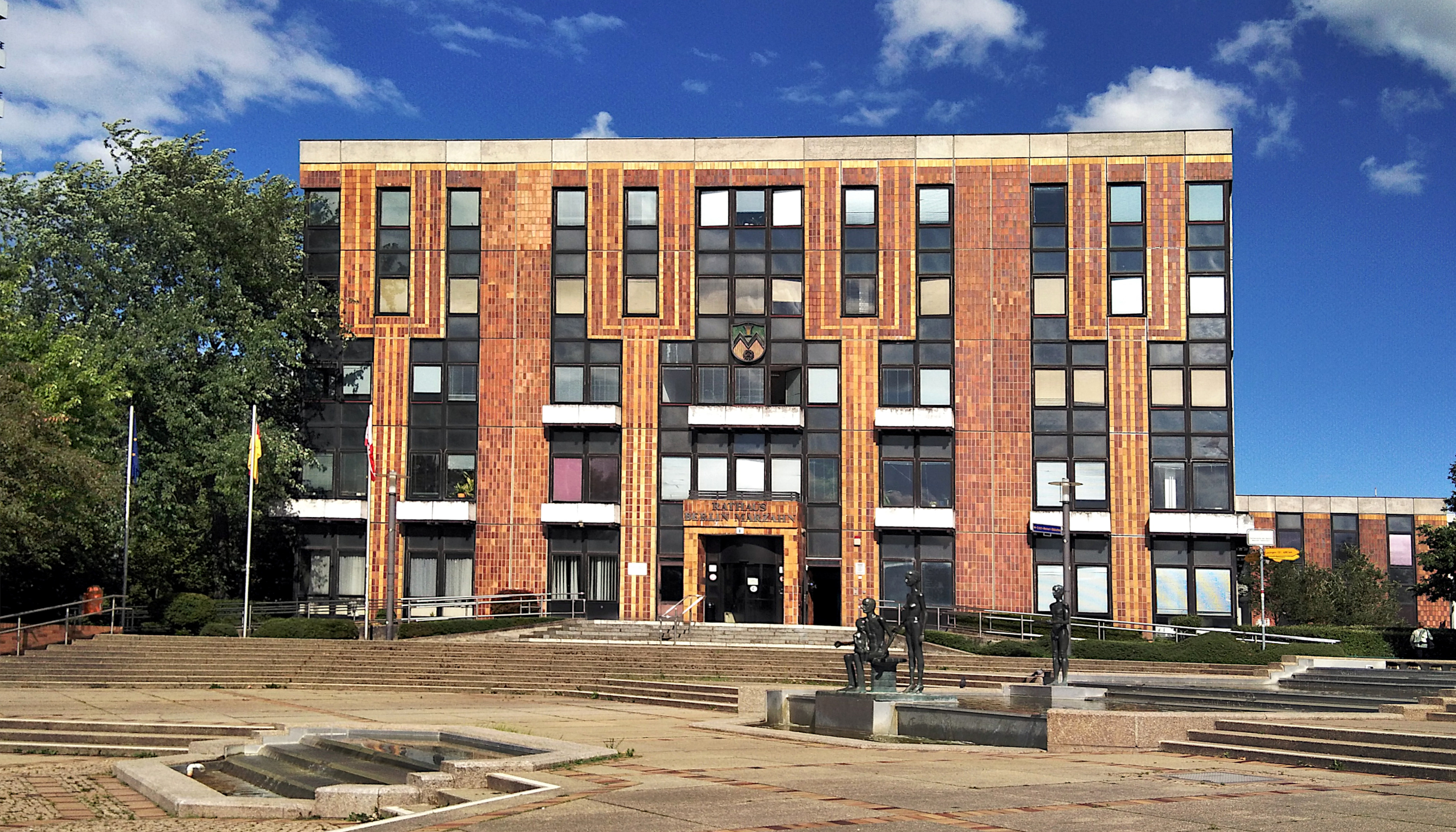
Rathaus Marzahn

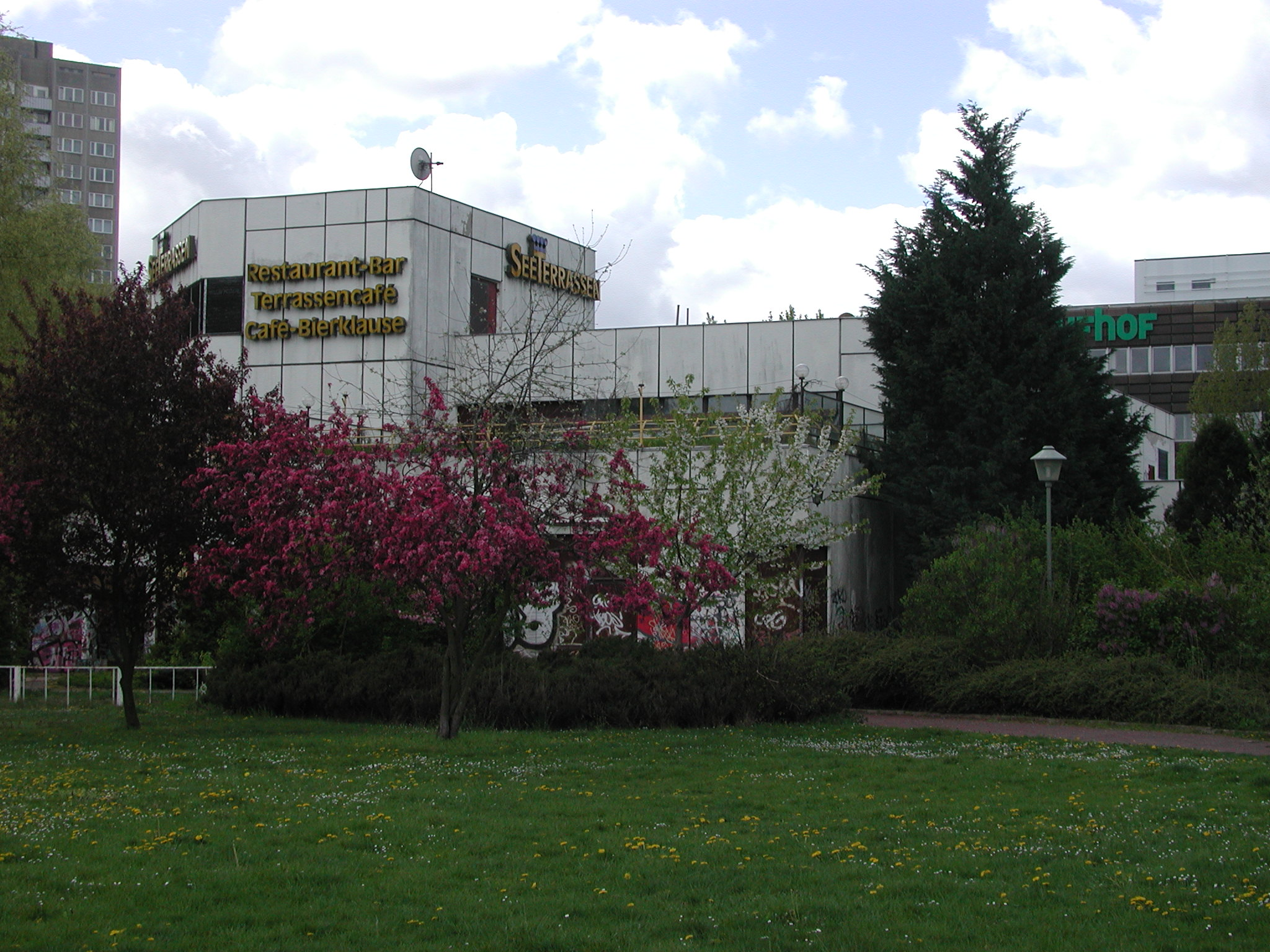
Seeterrassen

Wolf-Rüdiger Eisentraut (Eigenschreibweise Wolf R. Eisentraut) (* 1. Dezember 1943 in Chemnitz) ist ein deutscher Architekt.

## Leben
Eisentraut absolvierte nach dem Abitur von 1962 bis 1963 eine Ausbildung als Maurer und studierte von 1963 bis 1968 Architektur an der Technischen Universität Dresden. Parallel erwarb er die Lehrbefähigung zur Ausbildung von Ingenieuren. Nach dem Studium arbeitete er zunächst von 1968 bis 1971 in der Experimentalwerkstatt von Hermann Henselmann in der Deutschen Bauakademie, anschließend von 1971 bis 1973 als wissenschaftlicher Mitarbeiter am Institut für Wohn- und Gesellschaftsbauten der Bauakademie. Hier war er unter anderem an der Entwicklung der Wohnungsbauserie 70 (WBS 70) beteiligt, desgleichen an den Entwürfen für das Universitätshochhaus in Leipzig und für das Hotel Rennsteig in Oberhof sowie an den Planungen für die Stadtzentren von Rostock, Frankfurt (Oder) und Schwerin.
Ab 1972 war Eisentraut am Entwurf für den 1976 fertiggestellten Palast der Republik beteiligt und verantwortlicher Architekt für dessen Mittelteil (mit Foyers und Theater, für das er auch später häufig Bühnenbilder und Ausstattungen entwarf). Von 1976 bis 1988 war er leitender Architekt und Komplexarchitekt im Projektierungsbetrieb des Bau- und Montagekombinats Ingenieur-Hochbau Berlin (BMK IHB), wo er für Berlin unter anderem verschiedene Industriebauten, die Körperbehindertenschule in Lichtenberg (heute Carl-von-Linné-Schule), das Kino Sojus, das Kaufhaus Am Springpfuhl, das Handelshaus und die Bibliothek in Hohenschönhausen und die Gaststätte Seeterrassen im Fennpfuhlpark entwarf. Für Marzahn entwickelte er die stadträumliche Ordnung für das Hauptzentrum und einige Nebenzentren. Insbesondere sind hierbei Rathaus, Galerie, Kino, Kulturhaus (Freizeitforum), Ringkolonnaden, Bibliotheken und zahlreiche Gaststätten zu nennen. Dabei gelang es ihm, aus der beschränkten Produktpalette der Bauindustrie der DDR individuelle Konzepte zu verwirklichen.
Eisentraut wurde 1984 an der Technischen Universität Dresden promoviert und 1986 dort Honorarprofessor für Gesellschaftsbau. Ebenfalls 1986 wurde er korrespondierendes Mitglied der Bauakademie. Nach der Promotion B, 1991 in eine Habilitation umgewandelt, lehrte Eisentraut von 1988 bis 1996 als außerordentlicher Professor für Gesellschaftsbau an der Sektion Architektur bzw. ab 1991 im Lehrgebiet Gebäudelehre und Entwerfen der Fakultät Architektur der Technischen Universität Dresden. Im Jahr 1990 war er der letzte Präsident des Bundes der Architekten der DDR, 1991 wurde er in den Bund Deutscher Architekten aufgenommen.
Seit 1991 betreibt Eisentraut ein eigenes Architektur- und Planungsbüro in Berlin und in Plauen, dessen Profil von Stadt- und Ortsentwicklungskonzeptionen (unter anderem in Berlin-Marzahn, Cuxhaven und Plauen) über öffentliche Bauten bis hin zu Wohnungsbau (unter anderem in Berlin, Cuxhaven, Plauen und Salzgitter) und Einfamilienhäusern reicht. Spezieller Schwerpunkt ist der Umbau von Plattenbauten, auch die Wiederverwendung von Bauelementen, beispielsweise für kleine Einfamilienhäuser.
Eisentraut war von 2005 bis 2015 Vorsitzender des Beirates der Hermann-Henselmann-Stiftung und ist weiterhin als Wettbewerbspreisrichter, Berater und Veranstaltungsmoderator tätig.

## Bauten
- 1973: Palast der Republik (Mitarbeit: Mittelteil mit Foyer, Eingangs- und Garderobenhalle, Bankettetage und Theater im Palast)
- 1977: Körperbehindertenschule in Berlin-Lichtenberg
- 1983: Brockenhaus im Harz
- 1986: Gaststättenkomplex Seeterrassen am Fennpfuhl (2008 abgerissen)[3]
- 1986: Hauptpostamt Marzahn (2003 abgerissen)[4]
- 1986–1988: Rathaus Marzahn (mit Karla Bock und Bernd Walther)
- Marzahner Stadtzentrum (Mitarbeit: Kino Sojus, Kaufhaus, Gaststätten, Kunstgalerie, Freizeitforum)
- WBS 70 (Mitarbeit)
- Zeitungspavillon Unter den Linden Ecke Friedrichstraße (nach 1990 abgerissen)

Die nach der Wende häufig in Eile erfolgten Abrisse von DDR-Bauten bewertete Eisentraut so: „Man hat gebaute Qualität ohne Not weggeworfen.“ Sie wurde dagegen durch „üble Konfektion ersetzt.“ Jahre später wurde festgestellt, dass am Bau des neuen Berliner Stadtzentrums kein einziger Ost-Architekt beteiligt worden ist.

## Auszeichnungen (Auswahl)
- Architekturpreis der Hauptstadt der DDR Berlin
- Architekturpreis der Deutschen Demokratischen Republik
- Nationalpreis der DDR, III. Klasse für Kunst und Literatur (1989, "Für sein Gesamtschaffen als Architekt, insbesondere für seine hervorragenden schöpferischen Leistungen bei der Gestaltung von Gesellschaftsbauten in den neuen Wohngebieten der Hauptstadt der DDR Berlin")
- Goethepreis der Stadt Berlin
- Preis der Weltbiennale der Architektur Sofia

## Veröffentlichungen (Auswahl)
- Der gesellschaftliche Hauptbereich in Berlin-Marzahn. Ein neuer Stadtbezirk erhält seinen Mittelpunkt. In: Architektur der DDR. Bd. 37, Heft 12, 1988, S. 9–19, ISSN 0323-3413.
- Es gibt immer unterschiedliche Blickwinkel. Bedingungen und Handlungsspielräume. In: Christoph Bernhardt u. a. (Hrsg.): Städtebau-Debatten in der DDR. Verborgene Reformdiskurse. Berlin 2012, ISBN 978-3-943881-13-4, S. 149–154.
- Zweimal BDA in der geteilten Stadt. Unterschiedliches Schaffen – gleiche Ziele. In: Bund Deutscher Architekten, Landesverband Berlin (Hrsg.): Wechselhafte Zeiten – fünf Ansichten aus 100 Jahren BDA Berlin. Berlin 2015, ISBN 978-3-00-049704-9, S. 47–58. Dazu im Begleitheft: Bund Deutscher Architekten, Landesverband Berlin (Hrsg.): Stadtgestalten. Kurzfilme mit Zeitzeugen Berliner Baugeschehens, Berlin 2015, ISBN 978-3-00-049705-6, S. 14 (auf der beigefügten DVD ein Interview mit Eisentraut vom 15. August 2013).
- „Gebaute Qualität wurde ohne Not weggeworfen.“ Interview mit Wolf R. Eisentraut, einem der Star-Architekten der DDR, über das Bauen vor und nach der deutschen Einheit. In: Berliner Zeitung. 14. September 2020, S. 8.
- Zweifach war des Bauens Lust. Architektur – Leben – Gesellschaft. Lukas-Verlag, Berlin 2023, ISBN 978-3-86732-429-8.